# Far de l’Illa de l’Aire
Der Far de l’Illa de l’Aire (spanisch Faro de Isla del Aire) ist ein Leuchtturm auf der Insel Illa de l’Aire. Diese liegt zwei Kilometer vor Punta Prima an der Südostspitze der Baleareninsel Menorca und gehört zur Gemeinde Sant Lluís. Bis 1977 war der 1860 fertiggestellte Leuchtturm der höchste der Balearen. Er ist unter der internationalen Nummer E-0366 und der nationalen Nummer 36.370 registriert. Mit Ausnahme des Sektors von 111° bis 197°, der von Menorca verdeckt wird, bestrahlt er den gesamten Umkreis bis zu einer Entfernung von 18 Seemeilen.

## Geschichte und Bauwerk
Der Leuchtturm ist ein gemauerter schwarz-weiß gebänderter Rundturm mit einem einstöckigen Wärterhaus, das heute nicht mehr bewohnt ist. Im Inneren des Turms befindet sich eine Wendeltreppe mit 165 Stufen. Der Turm besitzt eine graue Laterne und eine doppelte Galerie. Bis zum Bau des Leuchtturms Far del Moscater auf Ibiza im Jahr 1978 war er mit 38 Metern der höchste Leuchtturm der Balearischen Inseln.
Der Far de l’Illa de l’Aire wurde von 1857 bis 1860 nach Plänen von Emili Pou errichtet und mit einer Optik zweiter Ordnung der Firma Sautter in Paris ausgestattet. Der Bau forderte ein Todesopfer, als am 13. April 1859 ein Boot sank, das Arbeiter auf die Illa de l’Aire bringen sollte. Am 5. August 1860 wurde der Leuchtturm seiner Bestimmung übergeben.
1911 wurde die Öllampe durch eine Petroleumlampe der Firma Chance Brothers & Co. ersetzt. 1957 und 1965 wurde der Turm umgebaut, erhielt ein neues optisches System und die doppelte Galerie. Seitdem ist seine Kennung ein weißer Blitz im Abstand von fünf Sekunden. Nach dem Einbau einer automatischen Gaslampe im Jahr 1974 wurde der Leuchtturmwärter nicht mehr gebraucht. 1976 verließ er die Insel. Seit 1995 wird der Leuchtturm mit Strom aus einer Photovoltaikanlage betrieben.